# Eduardo Viveiros de Castro
Eduardo Viveiros de Castro (Rio de Janeiro, 19 aprile 1951) è un antropologo brasiliano.

## Biografia
Dal 1984 insegna antropologia presso il Museu Nacional dell'Università federale di Rio de Janeiro. È stato anche professore di Latin American Studies presso l'Università di Cambridge tra il 1997 e il 1998 e direttore della ricerca al CNRS tra il 1999 e il 2001.
Nel 1998, a partire da un ciclo di lezioni tenute a Cambridge, segna l'inizio della cosiddetta Ontological Turn. Il suo lavoro ha offerto una inedita riflessione sulla costituzione delle comunità amerinde. Avanzando l'idea di un multi-naturalismo, Viveiros De Castro ha tentato un approccio in grado di aprire l'antropologia alla filosofia, sebbene il lessico utilizzato (a cominciare dal termine "ontologia") sia declinato in maniera non ortodossa. 
In Par-delà nature et culture, l'antropologo francese Philippe Descola riprende e discute diversi aspetti della ricerca di Viveiros de Castro.

## Il prospettivismo e il multinaturalismo
Allo scopo di "prendere sul serio l'alterità, Eduardo Viveiros de Castro teorizza sotto il nome di "prospettivismo" o di "multi-naturalismo" il fatto che alcuni popoli non solo credano che gli animali si comportino come gli esseri umani, ma che gli animali stessi percepiscano gli esseri umani come animali, come se il punto di vista di una specie sulle altre dipendesse sempre dal corpo in cui questa risiede. Philippe Descola ha collegato questa concezione all'animismo.
Nelle sue parole, l'antropologia dovrebbe - per abbandonare l'etnocentrismo - adottare una "multi-ontologia" in grado di compiere il passaggio da credenza del nativo a concetto filosofico del nativo, cioè da epistemologia soggetta ai nostri pregiudizi a una valida ontologia.
L'Ontological Turn è oggetto di critiche e di accesi dibattiti accademici.

## Opere

### Lista parziale di pubblicazioni
- (PT) Eduardo Viveiros de Castro, Arawete: Os Deuses Canibais, Rio de Janeiro, Jorge Zahar/ANPOCS, 1986.
- (EN) Eduardo Viveiros de Castro, From the Enemy's Point of View: Humanity and Divinity in an Amazonian Society, Chicago, University of Chicago Press, 1992.
- (PT) Eduardo Viveiros de Castro, Arawete: O Povo do Ipixuna, São Paulo, CEDI, 1992.
- (PT) Eduardo Viveiros de Castro e M.C. Cunha, Amazônia: Etnologia e História Indígena, São Paulo, USP/FAPESP, 1993.
- (PT) Eduardo Viveiros de Castro, Antropologia do Parentesco: Estudos Ameríndios, Rio de Janeiro, Editora da UFRJ, 1995.
- (EN) Eduardo Viveiros de Castro, Cosmological Perspectivism in Amazonia and Elsewhere. Four lectures given in the Department of Social Anthropology, Cambridge University, 1998.
- (PT) Eduardo Viveiros de Castro, A inconstância da alma selvagem (e outros ensaios de antropologia), São Paulo, Cosac & Naify, 2002.
- (EN) Eduardo Viveiros de Castro, After-dinner speech given at Anthropology and Science, in The 5th Decennial Conference of the Association of Social Anthropologists of the UK and Commonwealth, Manchester, University of Manchester, 2003.
- (FR) Eduardo Viveiros de Castro, Métaphysiques cannibales, Paris, PUF, 2010, ISBN 978-2-13-057811-6.
- (EN) Eduardo Viveiros de Castro, Radical Dualism: A Meta-Fantasy on the Square Root of Dual Organizations, or a Savage Homage to Lévi-Strauss, Berlin, dOCUMENTA (13), 2012.
- (PT) Eduardo Viveiros de Castro e Déborah Danowski, Ha mundo por vir ? : Ensaio sobre os medos e os fins, Cultara e Barbarie co-ediçao com o Institute Socioambiental, 2014.
- (EN) Eduardo Viveiros de Castro, The Relative Native: Essays on Indigenous Conceptual Worlds, Chicago, University of Chicago Press, 2015.
- (FR) Eduardo Viveiros de Castro, Politique des multiplicités: Pierre Clastres face à l'État, Bellevaux, Dehors, 2019.
- (FR) Eduardo Viveiros de Castro, Politique des multiplicités. Pierre Clastres face à l’État, Bellevaux, Dehors, 2019.
- (FR) Eduardo Viveiros de Castro, L'inconstance de l'âme sauvage. Catholiques et cannibales dans le Brésil du XVIe siècle, Genève, Labor et Fides, 2020.

### Traduzioni italiane
- Eduardo Viveiros de Castro, Metafisiche cannibali. Elementi di antropologia post-strutturale, a cura di Mario Galzigna, postfazione di Roberto Beneduce, Verona, Ombre corte, 2017, ISBN 978-88-6948-052-2.
- Eduardo Viveiros de Castro, Prospettivismo cosmologico in Amazzonia e altrove. Quattro lezioni tenute presso il Department of Social Anthropology, Cambridge University febbraio-marzo 1998, a cura di Roberto Brigati, postfazione di Roy Wagner, Macerata, Quodlibet, 2019, ISBN 978-88-229-0287-0.
- Eduardo Viveiros de Castro e Deborah Danowski, Esiste un mondo a venire? Saggio sulle paure della fine, traduzione di Alessandro Lucera e Alessandro Palmieri, Milano, Nottetempo, 2017, ISBN 978-88-7452-649-9.